# Захари Гюров (общественик)
Захари Гю̀ров Христович (Хаджигюров) е български търговец, общественик, участник в църковно-народната борба.

## Биография
Роден е около 1810 година в Самоков, в семейството на търговеца Гюро Христович. До 1825 година учи в килийното училище в Самоков, след което помага на баща си в търговските дела. Съдейства за уреждането на учебното дело в града. Заедно с Димитър Смрикаров започва борба срещу фанариотските духовници в Самоков. Захари Гюров не само организира паричните вноски за църковната борба, но и принася в жертва в името на българската църква извънредно много труд, време и средства. През 1860 – 1872 г. е представител на Самоковската епархия по църковния въпрос в Цариград. През 1871 година по време на Първия църковно-народен събор е избран за делегат от Самоковската епархия. На 14 май същата година подписва приетия от събора устав на Българската екзархия. Секретар е на екзарх Антим I. Народен представител е от Самоков в Учредителното народно събрание през 1879 година.
Умира на 18 септември 1892 година. и е погребан в двора на митрополитската църква „Свети Никола“ в Самоков.